# Pays de Cornouaille
 (août 2025).
Motif : Absence de sources secondaires, les Pays loi Voynet ne sont pas admissibles d'office.
- Archive Wikiwix
- Bing
- Cairn
- DuckDuckGo
- E. Universalis
- Gallica
- Google
- G. Books
- G. News
- G. Scholar
- Persée
- Qwant
- (zh) Baidu
- (ru) Yandex
- (wd) trouver des œuvres sur Wikidata

| 1. | Préciser le motif de la pose du bandeau. | Précisez le motif de la pose du bandeau en utilisant la syntaxe suivante : {{admissibilité à vérifier\|date=août 2025\|motif=remplacez ce texte par le motif}}                           |
| 2. | Informer les utilisateurs concernés.     | Pensez à avertir le créateur de l'article, par exemple, en insérant le code ci-dessous sur sa page de discussion : {{subst:avertissement admissibilité à vérifier\|Pays de Cornouaille}} |

Le pays de Cornouaille est un Pays situé dans le Finistère. Son siège est Quimper.

## Géographie
Le pays de Cornouaille compte 67 communes sur 1 642 km2.
Ses principales villes sont Quimper, Concarneau, Douarnenez, Fouesnant, Pont-l'Abbé, Ergué-Gabéric et Rosporden.

## Démographie
Sa population est de 267 276 habitants (2016), soit 29,4 % de la population du département du Finistère et 8,1 % de la population bretonne.

## Économie
Il est caractérisé par une économie diversifiée, avec 128 371 emplois en 2007, soit 10,1 % des emplois de la région Bretagne. 
Avec 300 km de côtes, sept ports débarquant un quart de la pêche fraîche française, la pêche hauturière et côtière y occupe une place importante (10 % de actifs) : le thon à Concarneau, les langoustines à Loctudy, la sardine à Douarnenez.
L'agriculture y reste présente : production végétale, élevage laitier mais aussi porcin et avicole. L'industrie est dominée par l'agroalimentaire, mais diversifiée : biens d'équipements, textile et habillement. 
La richesse patrimoniale du pays bigouden et de ses paysages (l'archipel des Glénan, la pointe du Raz, les dunes de la baie d'Audierne) ont aussi été un atout pour le tourisme. 
Le pays est bien équipé en services : le pôle de Quimper est relayé par ceux de Concarneau, Douarnenez et Pont-l'Abbé sur le littoral.

## Administration

### Territoire
Le territoire comprend deux communautés d'agglomérations : Concarneau Cornouaille 
et Quimper Bretagne Occidentale.
Il englobe également cinq communautés de communes : Cap Sizun - Pointe du Raz, Douarnenez Communauté, Haut Pays Bigouden, Pays Bigouden Sud et Pays Fouesnantais, ainsi qu’une commune exemptée, l’Île-de-Sein

### Historique
- 2 avril 1999 : 1res "assises du Pays de Cornouaille"
- 6 juillet 1999 : Présentation du projet de charte de territoire aux différents partenaires
- 21 juin 2000 : Mise en place du conseil de développement
- 2 décembre 2000 : 2es "assises du Pays de Cornouaille"
- 23 janvier 2001 : Adoption du projet de charte de territoire par le conseil de développement
- 25 janvier 2001 : Examen du projet de charte par le bureau du Pays
- 12 février 2003 : Signature du Contrat de Pays
- 2006 : Signature du nouveau Contrat de Pays
- janvier 2008 : Ouverture d'un espace infoénergie
- 2010 : Signature avenant au Contrat de Pays
- février 2010 : Création d'un pôle tourisme
- janvier 2017 : Nouvellement créée, la communauté de communes de Pleyben-Châteaulin-Porzay décide de rejoindre le pays de Brest[1]
- 1er janvier 2018 : Quimperlé Communauté rejoint le pays de Lorient

### Organisation
- Les présidents d'EPCI (10)
- Les présidents des chambres consulaires (CCI Quimper, Chambre des métiers, Chambre d'agriculture)
- Les présidents des pays touristiques (Ouest-Cornouaille, Menez-Hom-Atlantique)
- Conseil de développement (48 membres)
- 4 collèges :
  - entreprises et structures œuvrant dans le domaine économique ;
  - organisations syndicales ;
  - vie collective et associative ;
  - personnalités qualifiées.